# شاهزاده دزدان
شاهزاده دزدان (انگلیسی: Princess of Thieves) یک  فیلم تلویزیونی عاشقانه ماجراجویی به کارگردانی پیتر هویت با بازی کیرا نایتلی در نقش دختر رابین هود که محصول کمپانی گرانادا پروداکشنز در سال ۲۰۰۱ می‌باشد. این فیلم توسط ای‌بی‌سی در ایالات متحده در همان سال به نمایش در آمد. سایر بازیگران این فیلم عبارتنداز: مالکوم مک‌داول در نقش داروغه، جاناتان هاید در نقش شاهزاده جان، استوارت ویلسون در نقش رابین هود، استیون مویر در نقش فیلیپ.